# 聖喜女子高等學校
聖喜女子高等學校是位於大韩民国慶尚北道安東市亭下洞的私立高中。Netflix韓國驚悚劇集《殭屍校園》的校外場景就在此拍攝。

## 歷史
- 1984年5月7日：成立「民松學院」
- 1984年5月7日：權永宇博士擔任民松學院理事長
- 1984年11月27日：成立「聖喜女子高等學校」
- 1985年3月1日：首任校長由張億學先生擔任
- 1985年3月4日：第一屆6班321人入學
- 1987年5月30日：體育館、實習館竣工
- 1988年2月12日：第一屆6個班級312人畢業
- 1990年2月10日：《聖喜學報》第一期出版
- 1991年1月5日：宿舍27間竣工
- 1998年11月19日：學生餐廳竣工
- 2005年10月8日：擴建5樓多功能教室
- 2006年6月5日：金亨順女士就任理事長
- 2016年9月1日：金振興先生接任第八任校長
- 2021年1月5日：第34屆5班115人畢業（每年8579人）
- 2021年3月2日：第37期5班112人入學

## 外部連結
- 官網 （页面存档备份，存于）